# Samtgemeinde Sottrum
In der Samtgemeinde Sottrum aus dem niedersächsischen Landkreis Rotenburg (Wümme) haben sich sieben Gemeinden zur Erledigung ihrer Verwaltungsgeschäfte zusammengeschlossen.

## Geografie

### Samtgemeindegliederung
1. Ahausen
2. Bötersen
3. Hassendorf
4. Hellwege
5. Horstedt
6. Reeßum
7. Sottrum

## Geschichte
1969 schlossen sich die Gemeinden Bötersen, Clüversborstel, Everinghausen, Hassendorf, Hellwege, Höperhöfen, Reeßum, Schleeßel, Sottrum, Stapel, Stuckenborstel, Taaken und Winkeldorf auf freiwilliger Basis zur Samtgemeinde Sottrum zusammen.
1970 trat die Gemeinde Horstedt der Samtgemeinde bei.
Im Zuge der kommunalen Gebietsreform kamen am 1. März 1974 noch die Gemeinden Ahausen und Eversen hinzu.

## Politik

### Samtgemeinderat
Der Rat der Samtgemeinde Sottrum besteht aus 30 Ratsfrauen und Ratsherren. Dies ist die festgelegte Anzahl für eine Gemeinde mit einer Einwohnerzahl zwischen 12.001 und 15.000 Einwohnern. Die Ratsmitglieder werden durch eine Kommunalwahl für jeweils fünf Jahre gewählt. Die aktuelle Amtszeit begann am 1. November 2021 und endet am 31. Oktober 2026.
Stimmberechtigt im Rat der Samtgemeinde ist außerdem der hauptamtliche Samtgemeindebürgermeister Holger Bahrenburg.
Die letzte Kommunalwahl am 12. September 2021 ergab das folgende Ergebnis:
| Partei    | Anteilige Stimmen | Anzahl Sitze |
| --------- | ----------------- | ------------ |
| CDU       | 38,1 %            | 11           |
| SPD       | 30,3 %            | 9            |
| GRÜNE     | 16,3 %            | 5            |
| FDP       | 6,8 %             | 2            |
| WFB       | 2,2 %             | 1            |
| AfD       | 3,9 %             | 1            |
| Die Linke | 2,4 %             | 1            |

Die Wahlbeteiligung bei der Kommunalwahl 2021 lag mit 64,1 % über dem niedersächsischen Durchschnitt von 57,1 %.

### Samtgemeindebürgermeister
Hauptamtlicher Samtgemeindebürgermeister ist seit dem 1. November 2021 Holger Bahrenburg (parteilos). Er hatte sich in der Stichwahl am 26. September mit 50,4 % der Stimmen durchgesetzt.

### Wappen
Blasonierung: In Rot unter silbernem mit schwarzem Nagelkreuz belegten rechten Obereck den Heiligen Georg in goldener Rüstung auf goldgezäumtem und goldhufigem, silbernem Pferde mit goldener Lanze, einen grünen Lindwurm erstechend. Die Samtgemeinde Sottrum hat 1970 die Genehmigung für die Übernahme des Wappens der Gemeinde Sottrum erhalten.

## Wirtschaft und Infrastruktur

### Verkehr
Durch die Samtgemeinde verläuft die Autobahn A 1 Hamburg–Bremen. Durch Hassendorf und Sottrum verläuft die B 75, die ebenfalls Hamburg mit Bremen verbindet.
In Sottrum befindet sich ein Bahnhof an der Bahnstrecke Hamburg–Bremen.
Seit dem 1. April 2010 verfügt die Samtgemeinde Sottrum über einen ehrenamtlich betriebenen Bürgerbus, der die Ortsteile miteinander verbindet.

### Soziale Einrichtungen
Nächstgelegene Krankenhäuser sind das Agaplesion Diakonieklinikum Rotenburg, die Aller-Weser-Klinik in Achim und die Krankenhäuser in Bremen. Im kassenärztlichen Notdienstwesen gehört der größte Teil der Samtgemeinde zum Notdienstbezirk Achim, was bedeutet, dass der Ansprechpartner für entsprechende Notfälle im Krankenhaus Achim angesiedelt ist.